# Santa María de Punilla
Santa María de Punilla es una ciudad situada en el departamento Punilla de la provincia de Córdoba, Argentina.
Está habitada por 11 904 habitantes (Indec, 2022) y se encuentra situada sobre la Ruta nacional 38, y sobre el ferrocarril General Belgrano y del tren de pasajeros conocido como Tren de las Sierras. El centro de Santa María de Punilla se ubica a aproximadamente 42 km al noroeste de la Ciudad de Córdoba y a 3 km al sur de la cabecera departamental (Cosquín).
El municipio se sitúa además sobre la vera del río Cosquín. La pequeña ciudad hace décadas está conurbada por el sur con Villa Caeiro (que está conectada con Bialet Massé) mientras que por el norte, mediando el arroyuelo llamado del Rosario o de San José, Santa María está íntegramente conurbada al norte con la más antigua Villa Bustos y luego casi contiguamente con la ciudad de Cosquín. 
En esta localidad se ubica el hospital Domingo Funes.
Actualmente Villa Bustos y Villa Caeiro son barrios que pertenecen al municipio de Santa María de Punilla.

## Historia
Carente de fecha fundacional, los habitantes de Santa María reconocen la celebración de sus fiestas patronales cada 25 de junio, como fecha y festejo del origen del pueblo.
Primitivamente, esta zona perteneció a una comunidad indígena comechingona que llevaba el nombre de Toaén, y abarcaba lo que hoy es Santa María, Cosquín, Bialet Massé y zonas vecinas.
Con la invasión española, el 25 de junio de 1585 el joven capitán Luis de Abreu de Albornoz ―quien entonces era integrante del grupo de soldados que fundaron la ciudad de Córdoba, acaudillados por Jerónimo Luis de Cabrera― instaló en el territorio de Toaén la primera estancia agrícolo-ganadera.
Aunque no parece haber nacido exactamente en el predio de la actual Santa María de Punilla, es casi seguro que el general Juan Bautista Bustos, quien fuera gobernador de la provincia de Córdoba, nació en terrenos de estancias correspondientes entonces al ejido de la actual Villa Bustos.
El 24 de junio de 1900 se inauguró ―a 1500 m al noreste del pueblo― la Estación Climatérica Santa María, para el tratamiento de enfermedades pulmonares en general, y la tuberculosis en particular. Hoteles, instituciones sanitarias, y los más variados servicios comenzaron a especializarse en la atención de los enfermos, sus necesidades y las de sus familiares y amistades.
En 1911, el Gobierno nacional adquirió el sanatorio y lo convirtió en el Hospital Santa María de Punilla. En 1939 se fundó el actual Hospital Domingo Funes. La estación de ferrocarril más próxima se encontraba en Bialet Massé, y se llamaba Santa María. Allí llegaba la correspondencia para el hospicio, hasta que se inauguró una nueva estación más cercana, con el mismo nombre de Santa María.
En 1953 se creó el municipio de Santa María. Debido al golpe de Estado de 1955 no pudo haber votación democrática de autoridades (que en la ocasión tuvieron que ser nombradas a dedo). Recién en 1958 el pueblo eligió su gobierno municipal.
En la actualidad Santa María de Punilla forma parte de una ciudad lineal (surgida espontáneamente a lo largo del antiguo Camino Real y luego de la ruta nacional 38 y el ramal del ferrocarril General Belgrano llamado Tren de las Sierras). Tal ciudad lineal se debe a las conurbaciones de varias localidades eslabonadas, desde Carlos Paz (al sur) hasta Cosquín (al norte).

## Geografía

### Población
El número de integrantes de las etnias precolombinas era escaso: la población humana en todo el actual territorio argentino ―salvo ciertos escasos núcleos― era de menos de 1 habitante/km².
Esta área estuvo poblada muy difusamente por la etnia llamada de los comechingones que se encontraba en guerra contra los entonces invasores sanavirones cuando los conquistadores españoles (invasores europeos) llegaron en el primer cuarto del siglo XVI, la población estable recién se empezó a consolidar a fines del siglo XVIII con criollos por lo que ya desde inicios del siglo XIX Villa Bustos era un poblado gaucho serrano, a fines del siglo XIX y a principios del siglo XX se produjo un (porcentualmente) muy importante aflujo pacífico de inmigrantes europeos (de orígenes italianos y españoles casi en su totalidad), en la segunda mitad del siglo XX hubo una pequeña aunque significativa inmigración de japoneses quienes dieron gran empuje a la avicultura, la población argentina en el 2011 desciende casi en su 100 % de españoles y de italianos (sus descendientes son argentinos nativos de segunda, tercera, cuarta y quinta generación), más criollos (cuyas generaciones superan la quinta) todos los linajes citados ―ya a inicios de siglo XXI― están estrechamente mixogenizados.
Cuenta con 12 108 habitantes (Indec, 2022), lo que representa un incremento del 27,1% frente a los 9526 habitantes (Indec, 2010) del censo anterior. El aglomerado de Cosquín - Santa María de Punilla - Bialet Massé cuenta con 53 516 habitantes (Indec, 2022), y forma parte del Gran Córdoba.
En la localidad existen actualmente unas 2833 viviendas.
| Gráfica de evolución demográfica de Santa María de Punilla entre 1991 y 2022 |
|                                                                              |
| Fuente: Censos nacionales del INDEC                                          |

## Economía
La principal actividad económica es el turismo, debido a su ubicación serrana, su infraestructura hotelera y su proximidad con los grandes centros turísticos de la provincia de Córdoba como Cosquín y Villa Carlos Paz.
La economía tiene entre sus rubros principales, desde los 1960s la cría intensiva de pollos y la producción de huevos de gallina, por este motivo en Santa María de Punilla se celebran todos los veranos (enero a marzo) un Festival Provincial de la Avicultura.

## Sitios de interés
Edificios Parroquiales
Tales como el de la cuarta iglesia San Roque en el centro histórico de Villa Bustos, o la capilla de San José ubicada en un paraje a unos 10 km al oeste del centro de Villa Bustos.
Edificios Antiguos
Los restos del antiguo molino colonial de Santa María, como así también un gran edificio de posta con arquería del siglo XVIII que, según la tradición, sirvió para que pernoctasen —entre otros— Manuel Belgrano y José de San Martín. En las cercanías de Villa Bustos nació en el siglo XVIII el general Juan Bautista Bustos cuyo apellido es el epónimo de esta localidad. 
También son interesantes arquitectónicamente los grandes edificios de los complejos sanatoriales construidos a inicios de siglo XX en el pie de la Sierra Chica, el edificio de depósito de aguas corrientes llamado El Alto en Villa Bustos y la arquitectura vecinal de chalets californianos, en uno de los sectores nuevos de Santa María.
Parroquia Del Sagrado Corazón
Sobre una colina y visible desde la Ruta Nacional 38 (mirando hacia el oeste), se yergue con ladrillos colorados vistos la "Iglesia Nueva" (parroquia del Sagrado Corazón, inaugurada en 1957 por el presbítero Andrés Ostrich ) de un estilo neorrománico.
Anfiteatro Techado
Ubicado en el predio de la plaza Antonio Rizutto, italiano naturalizado argentino fundador de la Liga Pro Comportamiento Humano, se encuentra el anfiteatro techado. En el mismo se dan algunos recitales y conciertos, sobre todo el Festival De La Avicultura que se celebra en enero.
Cosquín Rock
Desde el verano austral del 2011 los predios del Aeródromo Santa María de Punilla son la sede central del multitudinario festival de rock llamado Cosquín Rock. El festival lleva el nombre Cosquín por haber tenido sus inicios en la plaza Próspero Molina de esa ciudad. Luego de algunas ediciones realizadas en la localidad de San Roque, se trasladó a Santa María De Punilla.
Dique Las Higueritas y Puente Destruido
Entre 1887 y 1889 el Ingeniero Carlos A. Cassaffousth, director técnico del antiguo Dique San Roque, compró 400 hectáreas al Este del río Cosquín con fines agropecuarios. En 1889 construyó el Dique "Las Higueritas" y el puente sobre el Río Cosquín del cual sólo se conservan los pilares. La gran creciente del 31 de marzo de 1923 se llevó el puente. El mismo, había sido construido sobre pilares de piedra del mismo río y con materiales de la zona, totalmente de madera, abulonado, con detalles artísticos como la época requería y además mostraba el ingenio artesanal de quienes lo construyeron. 
Los pilares del mismo, se divisan desde la ruta nacional 38, entre Villa Caeiro y el centro de Santa María.
Balnearios
Existen un par de balnearios ubicados sobre el Río Cosquín. 
El balneario Municipal ubicado a metros del puente principal por el que se accede al aeródromo, y a dos cuadras de la ruta nacional 38. 
El balneario llamado El Pero, cercano a un área parquizada por la Armada de la República Argentina.
Otros sitios de interés
Entre ellos se destacan la antigua estación del Tren de las Sierras.
Una antigua y pequeña sala de cine.
El conjunto colonial español de El Molino.
La plaza central Blas Berrier, en homenaje al empresario inmobiliario que donó el amplio terreno en pleno centro geográfico de la ciudad. 
La añeja Placita a orillas del arroyo y de la Ruta Nacional 38 en el linde con Villa Bustos, que posee juegos infantiles, banquitos y árboles de sombras.
Capilla de San José
Data de muy antiguas épocas coloniales y en la cual fuera bautizado Juan Bautista Bustos.
La Reserva Natural Cueva de los Pajaritos
Una reserva ubicada 12 kilómetros al oeste de Santa María de Punilla y cercana al paraje del Mallín. Es una importante reserva, que posee arroyos y una cueva. El sitio es un concurrido lugar de descanso de singulares aves autóctonas y un importante centro de nidificación.
En el año 2008 fue distinguido como Séptima Maravilla Natural de Córdoba.

## Infraestructura
Santa María de Punilla se encuentra sobre la ruta nacional 38, por lo cual el acceso a la misma desde el norte o el sur se realiza por dicha ruta. La misma toma el nombre de avenida General San Martín.
Cabe destacar que lamentablemente la ruta 38 no posee una vía rápida alternativa, por lo que cruzar la localidad requiere de precaución y paciencia dada la gran cantidad de vehículos y peatones.
En las tardes de verano, especialmente durante la temporada de festivales son comunes los atascos, pudiendo demandar casi una hora atravesar la localidad de extremo a extremo.
El camino de tierra que forma la Ruta Provincial S269, se dirige desde el centro de la localidad con rumbo oeste hacia la Cueva de los Pajaritos, y los parajes de Mallín y San José; Hasta finalizar en la localidad de Tanti. El mismo carece de asfalto.

## Transporte
Las empresas que brindan servicio interurbano en la localidad son: Ersa, Cooperativa La Calera, Lumasa, Sarmiento.
Dado que la localidad se ha desarrollado de forma lineal sobre la ruta nacional 38, todas las paradas de buses se encuentran sobre la misma; Con la excepción de algunas líneas de La Calera y Sarmiento que ingresan a una parada ubicada en la entrada del importante Hospital Regional Domingo Funes.
No existe estación de buses, se abona en efectivo arriba de la unidad.
Las empresas de buses de larga distancia generalmente se detienen en la parada ubicada en el centro.
La parada de buses principal se denomina "Parada Centro-La Guitarra".
Existe una estación ferroviaria en el centro de la localidad, donde opera el Tren De Las Sierras.
Existe además en el sector Este de la localidad el famoso Aeródromo Santa María De Punilla, con pista de hierba, ubicado al este del casco urbano. El mismo no posee vuelos regulares, por lo que es utilizado para vuelos recreativos, vuelos antiincendios y como predio de recitales.
Para dirigirse a la región oeste de la localidad como a la Cueva de los Pajaritos, Mallín o San José a través de la RPS269, las opciones son vehículos de excursión, taxis o remisses; Unas décadas atrás la ruta era operada por COTAPL (Cooperativa obrera del transporte automotor Punilla limitada), pero luego del quiebre de la misma ningún gobierno o autoridad se ha ocupado de restituir el transporte público en ese sector.
| Autobuses             | Autobuses                              | Autobuses |
| empresa               | línea                                  | destinos |
| --------------------- | -------------------------------------- | --- |
| Cooperativa La Calera | Córdoba-Cosquín por E55                | Córdoba, La Calera, San Roque, Bialet Massé, Cosquín. |
| Cooperativa La Calera | Córdoba-La Falda por E55               | Córdoba, La Calera, San Roque, Bialet Massé, Cosquín, Casa Grande, Valle Hermoso, La Falda. |
| Cooperativa La Calera | Córdoba-Cosquín por variante           | Córdoba, San Roque, Bialet Massé, Cosquín. |
| Cooperativa La Calera | Córdoba-La Falda por variante          | Córdoba, San Roque, Bialet Massé, Cosquín, Casa Grande, Valle Hermoso, La Falda. |
| Empresa Sarmiento     | Córdoba-Cruz Del Eje por Ruta 20       | Córdoba, Villa Carlos Paz, Va. Santa Cruz Del Lago, Parque Síquiman, Bialet Massé, Cosquín, Casa Grande, Valle Hermoso, La Falda, La Cumbre, Capilla Del Monte, Cruz Del Eje.                                                                               |
| Empresa Sarmiento     | Córdoba-Villa Dolores por Cruz Del Eje | Córdoba, Villa Carlos Paz, Va. Sta. Cruz Del Lago, Parque Síquiman, Bialet Massé, Cosquín, Casa Grande, Valle Hermoso, La Falda, La Cumbre, Capilla Del Monte, Cruz Del Eje, Va. De Soto, San Carlos Minas, Cura Brochero, Mina Clavero, Nono, Va. Dolores. |
| Empresa Sarmiento     | Cosquín-Bialet Massé urbano            | Cosquín, Bialet Massé. |
| Empresa Lumasa        | Córdoba-La Falda                       | Córdoba, Villa Carlos Paz, Va. Santa Cruz Del Lago, Parque Síquiman, Bialet Massé, Cosquín, Valle Hermoso, Casa Grande, La Falda. |
| Empresa Ersa          | Córdoba-Cruz Del Eje                   | Córdoba, Villa Carlos Paz, Va. Santa Cruz Del Lago, Parque Síquiman, Bialet Massé, Cosquín, Valle Hermoso, Casa Grande, La Falda, La Cumbre, Capilla Del Monte, Cruz Del Eje.                                                                               |
| Empresa Ersa          | Córdoba-Villa Dolores por Cruz del Eje | Córdoba, Villa Carlos Paz, Va. Santa Cruz Del Lago, Parque Síquiman, Bialet Massé, Cosquín, Valle Hermoso, Casa Grande, La Falda, La Cumbre, Capilla Del Monte, Cruz Del Eje.                                                                               |

| Autobuses Larga Distancia  | Autobuses Larga Distancia         | Autobuses Larga Distancia |
| empresa                    | línea                             | destinos |
| -------------------------- | --------------------------------- | --- |
| Urquiza/Sierras De Córdoba | Retiro-Capilla Del Monte          | Buenos Aires-Retiro, Escobar, Campana, Rosario, Armstrong, Bell Ville, Marcos Juárez, Villa María, Oliva, Oncativo, Laguna Larga. |
| Mercobús/Plusultra         | Avellaneda-Capilla Del Monte      | Avellaneda, Buenos Aires-Retiro, Escobar, Campana, Bell Ville, Marcos Juárez, Villa María.                                        |
| Mercobús/Plusultra         | Puente La Noria-Capilla Del Monte | Puente La Noria, Ramos Mejía, Castellar, Ituzaingó, Merlo, Luján, Bell Ville, Marcos Juárez, Villa María.                         |
| El Práctico                | Retiro-Capilla Del Monte          | Buenos Aires-Retiro, Escobar, Campana, Rosario, Bell Ville, Marcos Juárez, Villa María, Oliva, Oncativo, Laguna Larga.            |
| Mercobús/Plusultra         | Córdoba-Chilecito                 | Chamical, Castro Barros, Patquía, Vichigasta, Nonogasta, Chilecito.                                                               |
| Cata Internacional         | Córdoba-Mendoza                   | Milagro, Chepes, Vallecito, Caucete, San Juan, Jocolí, Mendoza.                                                                   |

| Ferrocarril         | Ferrocarril                                                                                          |
| línea               | destinos                                                                                             |
| ------------------- | --- |
| Tren De Las Sierras | Córdoba, Bialet Massé, Cosquín, Casa Grande, Valle Hermoso. Y desde octubre de 2023 hasta La Cumbre. |

## Salud
- El Hospital Domingo Funes, ubicado en el barrio Villa Caeiro, unos 2 kilómetros al este de la ruta nacional 38. El mismo es el más importante de la región Punilla.
- Hospital Psiquiátrico Santa María De Punilla, ubicado a 15 cuadras  (es decir: aproximadamente 2 km  ) al este del centro de la localidad.
- Ceprocor, laboratorios ubicados cerca del Hospital Psiquiátrico.
- Dispensario Municipal, a pocos metros de la avenida principal, cerca de la orilla occidental del río Cosquín y del acceso al puente sobre el mismo citado río.

## Deporte
Esta localidad cuenta con uno de los clubes sociodeportivos más prestigiosos de la provincia, El Club Social y Deportivo Santa María de Punilla.
Además, en lo referido a deportes se puede hacer ciclismo, senderismo y footing. En el aeródromo Santa María de Punilla, se suelen realizar vuelos en ultraliviano, avionetas y otros.
En esta localidad tiene lugar cada año el maratón Desafío al Mojón, una de las competencias más importantes del país en su tipo y que atrae a competidores de diferentes puntos de Argentina y países vecinos a participar en los diferentes circuitos deportivos ubicados en las laderas de las Sierras Chicas.

## Educación
Los siguientes colegios integran la oferta educativa en la ciudad: 			
- C.E.N.P.A. N.º 3  Primario Adultos (funciona en Escuela J.B. Azopardo-Doc. Zanotti)   Público
- Colegio San Roque   Privado
- Escuela Juan Butista Alberdi   Público
- EscuelaJuan Bautista Azopardo   Público
- Escuela Teniente Benjamín Matienzo   Público
- Instituto Provincial De Enseñanza Media I.P.E.M. 393
- Instituto Técnico ISOR (a partir de 1987) Privado
- Jardín De Infantes Juan Bautista Alberdi   Público rural
- Jardín De Infantes Juan Bautista Azopardo   Público
- Jardín De Infantes Teniente Benjamín Matienzo   Público

## Cultura Local

### Música
En cuanto a música y festivales se destacan los recitales que se desarrollan en el marco del Festival Nacional de la Avicultura, y otros conciertos de menor envergadura.
Santa María De Punilla está ligada al rock gracias al festival Cosquín Rock, que ofrece numerosos recitales. Además durante esos días el poblado queda repleto de la cultura roquera por doquier. Razón por la cual, incluso posee un monumento con forma de guitarra eléctrica ubicado en pleno centro, y en el ingreso a la avenida que conduce al aeródromo donde tiene lugar el festival.

### Media
Las emisoras de fm cubren la localidad y áreas circundántes:
- Fm 89.9 Arco Iris
- FM 91.5 Radio Pueblo
- Pink House Radio

Revistas de Clasificados: En la localidad se distribuyen Guia Delivery (clasificados del Valle de Punilla), Yo Publico Web  (clasificados del Valle de Punilla).
También pueden sintonizarse desde la localidad algunas estaciones AM de la Ciudad de Córdoba, y FM de Córdoba y del resto del Valle de Punilla.
La televisión abierta análoga ofrece los 3 canales de Córdoba; Mientras que la TDT (televisión digital terrestre abierta) incorpora algunas señales más. Ambas son recibidas desde los transmisores de Villa Carlos Paz.
La TV de paga es provista a través de una cablera local "Punilla Visión S.R.L." ,(Cablevisión) y de manera satelital. Gracias a la televisión por cable de "Punilla VIsión" se puede acceder al canal 2, de Cosquín. 
El servicio de telefonía es provisto por Telecom; Mientras que el internet lo brindan Arnet (Adsl), y los operadores inalámbricos Open Noa, Ynfinity y Conecta.

### En la cultura popular
Santa María de Punilla es famosa por su historia en lo relacionado con los hospitales, existiendo programas televisivos y numerosos reportajes sobre los mismos.
Los festivales de La Avicultura y del Cosquín Rock, atraen a grandes multitudes y son retransmitidos por televisión (en directo o en diferido) hacia todo el país.
La película El Descanso (2002), dirigida por Ulises Rosell, ha sido rodada en un sector del Hospital Santa María y en algunos lugares del centro, como así también en localidades cercanas como Los Cocos.

## Servicios Públicos y Utilidades
El agua potable de la localidad es provista por dos cooperativas “El Alto” y “Rosario de Punilla”, ambas reciben agua a través de un acueducto que proviene de la ciudad de Cosquín, por esta razón en los últimos años se ha profundizado la crisis de acceso al agua potable, ya que, dicha ciudad en condiciones de sequía prioriza el consumo para sus habitantes. Así también, las inversiones de las cooperativas son prácticamente nulas y los habitantes deben de consumir agua embotellada.
La energía eléctrica es provista por la empresa EPEC.
Hay gas natural en algunos sectores, provisto por Ecogas.